# Placeta de Suterranya
La Placeta de Suterranya és una plaça pública de Tremp (Pallars Jussà) inclosa a l'Inventari del Patrimoni Arquitectònic de Catalunya.

## Descripció
Placeta situada enmig del nucli urbà de Suterranya, concretament a l'eixamplament del carrer Major, on hi ha una concentració de cases que han conservat certs elements arquitectònics de valor patrimonial, seguint una estructura típica del segle xvi.
Val a dir que moltes cases han estat reformades alterant la seva fesomia originària, algunes més desvirtuades que d'altres. De la mateixa manera han desaparegut edificacions que formaven part del conjunt.
La placeta té una forma poligonal i es caracteritza per l'alineació irregular dels edificis i les seves façanes. Destaquen les construccions amb dues o tres altures, amb el paredat de pedra vista i els portals d'accés, majoritàriament adovellats.

## Història
La Casa Serra data del 1594, la Casa Serradell del 1593 i la Casa Monso del 1718.